# Robert Surtees
Robert Surtees (* 9. August 1906 in Covington, Kentucky; † 5. Januar 1985 in Monterey, Kalifornien) war ein US-amerikanischer Kameramann.

## Leben und Wirken
Robert Surtees ging in Cincinnati zur Schule. Nach dem Schulabschluss (1925) übersiedelte er nach Los Angeles. Dort wurde er 1927 von der Universal als Kameraassistent eingestellt und den Kameralegenden Gregg Toland und Joseph Ruttenberg zugeteilt. 1929 kam Surtees nach Berlin und war bis zum darauffolgenden Jahr als einfacher Kameramann unter der Oberleitung von Charles Stumar tätig. In der deutschen Hauptstadt fotografierte er unter anderem Ich lebe für Dich und Die seltsame Vergangenheit der Thea Carter. Anfang 1930 kehrte Surtees nach Hollywood zurück, wo er sich in den kommenden zwölf Jahren zum Chefkameramann hocharbeitete.
In dieser Position arbeitete Surtees ab 1942 und entwickelte sich zu einem der angesehensten Kameraleuten des amerikanischen Filmgeschäfts. Er drehte Klassiker in Schwarz-Weiß ebenso wie in Farbe und erhielt für seine Arbeiten zahlreiche Oscarnominierungen. Sein Sohn Bruce Surtees (1937–2012) war ebenfalls ein Kameramann.

## Filmografie (Auswahl)
- 1933: Die Legion des Todes (The Devil’s in Love) (als Kameratechniker)
- 1935: Ein Sommernachtstraum (A Midsummer Nights Dream) (als Kameratechniker)
- 1943: Heavenly Music Kurzfilm
- 1943: Lost Angel – Regie: Roy Rowland
- 1944: Dreißig Sekunden über Tokio (Thirty Seconds Over Tokyo)
- 1944: Mein Schatz ist ein Matrose (Two Girls and a Sailor)
- 1944: Musik für Millionen (Music for Millions)
- 1945: Our Vines Have Tender Grapes – Regie: Roy Rowland
- 1946: Two Sisters from Boston – Regie: Henry Koster
- 1947: Tanz ohne Ende (The Unfinished Dance) – Regie: Henry Koster
- 1948: Akt der Gewalt (Act of Violence)
- 1948: Wirbel um Judy (A Date with Judy)
- 1948: Ein Bandit zum Küssen (The Kissing Bandit)
- 1949: Griff in den Staub (Intruder in the Dust)
- 1949: Kuß um Mitternacht (That Midnight Kiss)
- 1950: König Salomons Diamanten (King Solomon’s Mines)
- 1951: Tödliches Pflaster Sunset Strip (The Strip)
- 1951: Quo Vadis
- 1951: Begegnung in Tunis (The Light Touch)
- 1952: Gefährten des Grauens (The Wild North)
- 1952: Die lustige Witwe (The Merry Widow)
- 1952: Stadt der Illusionen (The Bad and the Beautiful)
- 1953: Verwegene Gegner (Ride, Vaquero!)
- 1953: Mogambo
- 1953: Verrat im Fort Bravo (Escape from Fort Bravo)
- 1954: Das Tal der Könige (Valley of the Kings)
- 1955: Oklahoma!
- 1955: Das Komplott (Trial)
- 1956: Mein Wille ist Gesetz (Tribute to a Bad Man)
- 1957: Die Girls (Les Girls)
- 1958: König der Spaßmacher (Merry Andrew)
- 1958: Der Schatz des Gehenkten (The Law and Jake Wade)
- 1959: Ben Hur
- 1960: Cimarron
- 1960: Es begann in Neapel (It Started in Naples)
- 1962: Meuterei auf der Bounty (Mutiny on the Bounty)
- 1964: Mein Mann, die "First Lady" (Kisses for My President)
- 1965: Der Fänger (The Collector)
- 1966: Ein Mann wird gejagt (The Chase)
- 1966: Sie fürchten weder Tod noch Teufel (Lost Command)
- 1967: Die Reifeprüfung (The Graduate)
- 1967: Doctor Dolittle
- 1969: Sweet Charity
- 1970: Die Glut der Gewalt (The Liberation of L. B. Jones)
- 1970: Sommer ’42 (Summer of 42)
- 1971: Die letzte Vorstellung (The Last Picture Show)
- 1972: Der verlorene Horizont (Lost Horizon)
- 1973: Oklahoma Crude
- 1973: Der Clou (The Sting)
- 1975: Tollkühne Flieger (The Great Waldo Pepper)
- 1975: Die Hindenburg (The Hindenburg)
- 1976: A Star Is Born
- 1977: Am Wendepunkt (The Turning Point)
- 1978: Heißes Blut (Bloodbrothers)
- 1978: Nächstes Jahr, selbe Zeit (Same Time, Next Year)

## Auszeichnungen
- 1951: Oscar und Golden Globe Award für die beste Farbkamera: König Salomons Diamanten
- 1952: Golden Globe Award für die beste Farbkamera: Quo Vadis
- 1953: Oscar für die beste Schwarz-Weiß-Kamera: The Bad and the Beautiful
- 1960: Oscar für die beste Farbkamera: Ben Hur

Insgesamt erhielt Robert Surtees zwischen 1945 und 1979 noch für 13 weitere Filme Oscarnominierungen.